# Acervus
Acervus är ett släkte av svampar. Acervus ingår i familjen Pyronemataceae, ordningen skålsvampar, klassen Pezizomycetes, divisionen sporsäcksvampar och riket svampar.